# Melaleuca leiopyxis
Melaleuca leiopyxis är en myrtenväxtart som beskrevs av Ferdinand von Mueller och George Bentham. Melaleuca leiopyxis ingår i släktet Melaleuca och familjen myrtenväxter. Inga underarter finns listade i Catalogue of Life.